# Płowce Drugie
Płowce Drugie – wieś w Polsce położona w województwie kujawsko-pomorskim, w powiecie radziejowskim, w gminie Radziejów.
W latach 1975–1998 miejscowość administracyjnie należała do województwa włocławskiego.

## Wsie w pobliżu
- Płowce (1,1 km)
- Pścininek (1,7 km)
- Nowe Witowo (2,0 km)
- Stary Radziejów (2,5 km)
- Pścinno (2,7 km)
- Witowo-Kolonia (2,8 km)
- Witowo (3,1 km)
- Latkowo (3,3 km)
- Kwilno (3,5 km)
- Piołunowo (3,5 km)[4]